# Mountain Village (Alasca)
Mountain Village é uma cidade localizada no estado americano de Alasca, no Wade Hampton Census Area.

## Demografia
Segundo o censo americano de 2000, a sua população era de 755 habitantes.
Em 2006, foi estimada uma população de 812, um aumento de 57 (7.5%).

## Geografia
De acordo com o United States Census Bureau, a localidade tem uma área de 11,3 km², sem área coberta por água.

## Localidades na vizinhança
O diagrama seguinte representa as localidades num raio de 80 km ao redor de Mountain Village.